# Argyrophis klemmeri
Espèce
Synonymes
- Typhlops klemmeri Taylor, 1962
- Asiatyphlops klemmeri (Taylor, 1962)

Statut de conservation UICN

 DD  : Données insuffisantes
Argyrophis klemmeri est une espèce de serpents de la famille des Typhlopidae. 

## Répartition
Cette espèce est endémique de Malaisie péninsulaire.

## Description
Dans sa description Taylor indique que le spécimen en sa possession mesure 151 mm dont 2,5 mm pour la queue. Son dos est brun et sa face ventrale brun jaunâtre.

## Étymologie
Cette espèce est nommée en l'honneur de Konrad Klemmer.

## Publication originale
- Taylor, 1962 : New oriental reptiles. University of Kansas science bulletin, vol. 43, no 7, p. 209-263 (texte intégral).